# Love Will Keep Us Alive
Love Will Keep Us Alive is een nummer uit 1994 dat vooral bekend is geworden door de uitvoering van de Amerikaanse band Eagles. Het nummer werd geschreven door Paul Carrack, Jim Capaldi en Peter Vale en verscheen op het Eagles-album Hell Freezes Over uit 1994. Het is een van de weinige Eagles-nummers waarop bassist Timothy B. Schmit de leadvocalen zingt.

## Geschiedenis
Op een avond in 1994 ontving Paul Carrack een telefoontje van toenmalig leadgitarist Don Felder van de Eagles. De Eagles, sinds 1980 niet meer actief, konden het niet met elkaar eens worden over een reünie en daarom besloten Felder en mede-Eagle Timothy B. Schmit een nieuwe band te formeren. Carrack werd benaderd voor het project en speelde op een dag Love Will Keep Us Alive - geschreven door Capaldi, Vale en zichzelf - voor Felder en Schmit, die meteen enthousiast waren over het nummer. Het werd in eerste instantie opgenomen met leadvocalen van Carrack, maar helaas voor hem kwamen de Eagles later dat jaar alsnog terug bij elkaar en begonnen ze aan het Hell Freezes Over-album te werken. Schmit vroeg Carrack of de Eagles het nummer mochten opnemen met leadvocalen van hem. Carrack, gevleid door het verzoek, stemde toe.
Het nummer werd weliswaar nooit officieel uitgebracht als single, maar wist desondanks uit te groeien tot een radiohit. Het stond begin 1995 drie weken lang op #1 in de Amerikaanse adult contemporary chart en haalde #22 in de Hot 100 Airplay-lijst. In het Verenigd Koninkrijk kwam het nummer tot #52 in de UK Singles Chart.
Behalve op Hell Freezes Over is het nummer ook terug te vinden op de Eagles boxset Selected Works 1972-1999 en op het compilatiealbum The Very Best of the Eagles uit 2003. In 2006 verscheen een alternatieve versie op Paul Carracks verzamelalbum Greatest Hits: The Story So Far....
- Nationale Bibliotheek van Tsjechië: xx0203678
- Virtual International Authority File: 90488396